# Я хочу подивитися
«Я хочу подивитися» («Je veux voir») — французький кінофільм 2008 року, знятий режисерами Джоаною Хаджитомою і Халілом Джорейджем, з Катрін Денев у головній ролі.

## Сюжет
Дія фільму відбувається у Лівані у 2006 році. Повоєнний час. Головні герої відвідують місця, зачеплені конфліктом.

## У ролях
- Катрін Денев — знаменита акторка
- Бріджіт Курмі — головна роль
- Жозеф Сільва — головна роль
- Джоана Хаджітома — роль другого плану
- Халіл Джорейдж — роль другого плану
- Рабі Мру — шофер
- Бернар Буфіо — роль другого плану
- Еміль Слейлаті — роль другого плану
- Ваель Діб — роль другого плану
- Фарес Ладжімі — роль другого плану
- Жюльєн Ірш — роль другого плану
- Мануель Кармона — майор
- Даніель Ауверманн — роль другого плану
- Сара Тред — роль другого плану
- Бернар Емі — посол

## Знімальна група
- Режисери — Джоана Хаджитома, Халіл Джорейдж
- Сценаристи — Джоана Хаджитома, Халіл Джорейдж
- Оператор — Жюльєн Ірш
- Композитор — Скремблд Еггс
- Продюсери — Тоні Арну, Анн-Сесіль Бертомо, Фарес Ладжімі, Едуар Моріа, Жорж Шукер